# RSM 161

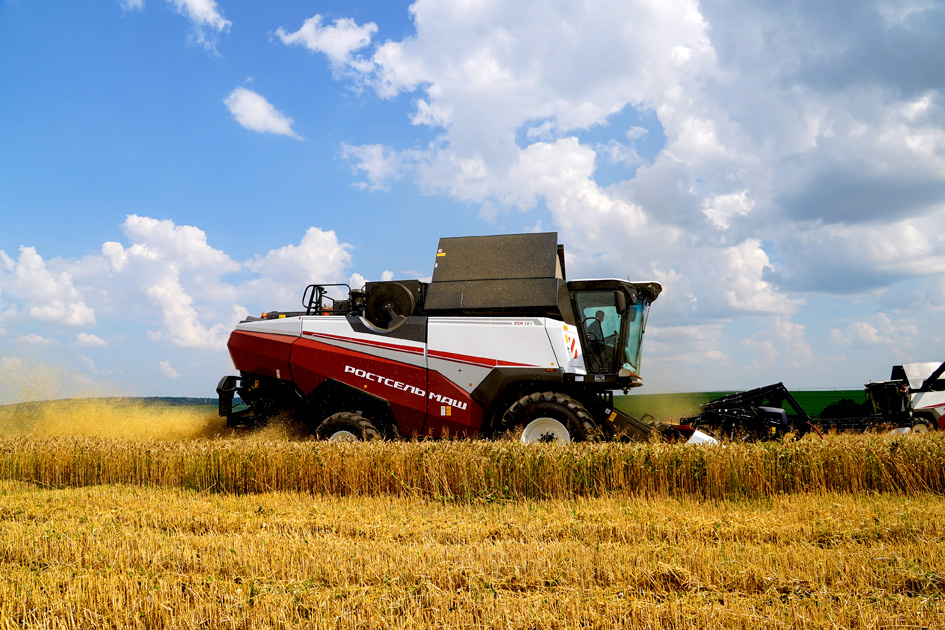
Комбайн RSM 161 на уборке пшеницы в Киреевске

RSM 161 (РСМ 161) — российский зерноуборочный комбайн. Разработан и создан группой компаний Ростсельмаш совместно с Минпромторгом России в 2015 году. Производится в Ростове-на-Дону. Платформа RSM 161 является базовой для планируемой серии модификаций комбайна.
Молотильное устройство RSM 161 отмечено серебряной медалью конкурса инноваций, проходившего в рамках международной специализированной выставки сельхозтехники Агросалон (2014). Использованные создателями комбайна конструкторские решения защищены восемью патентами Российской Федерации.

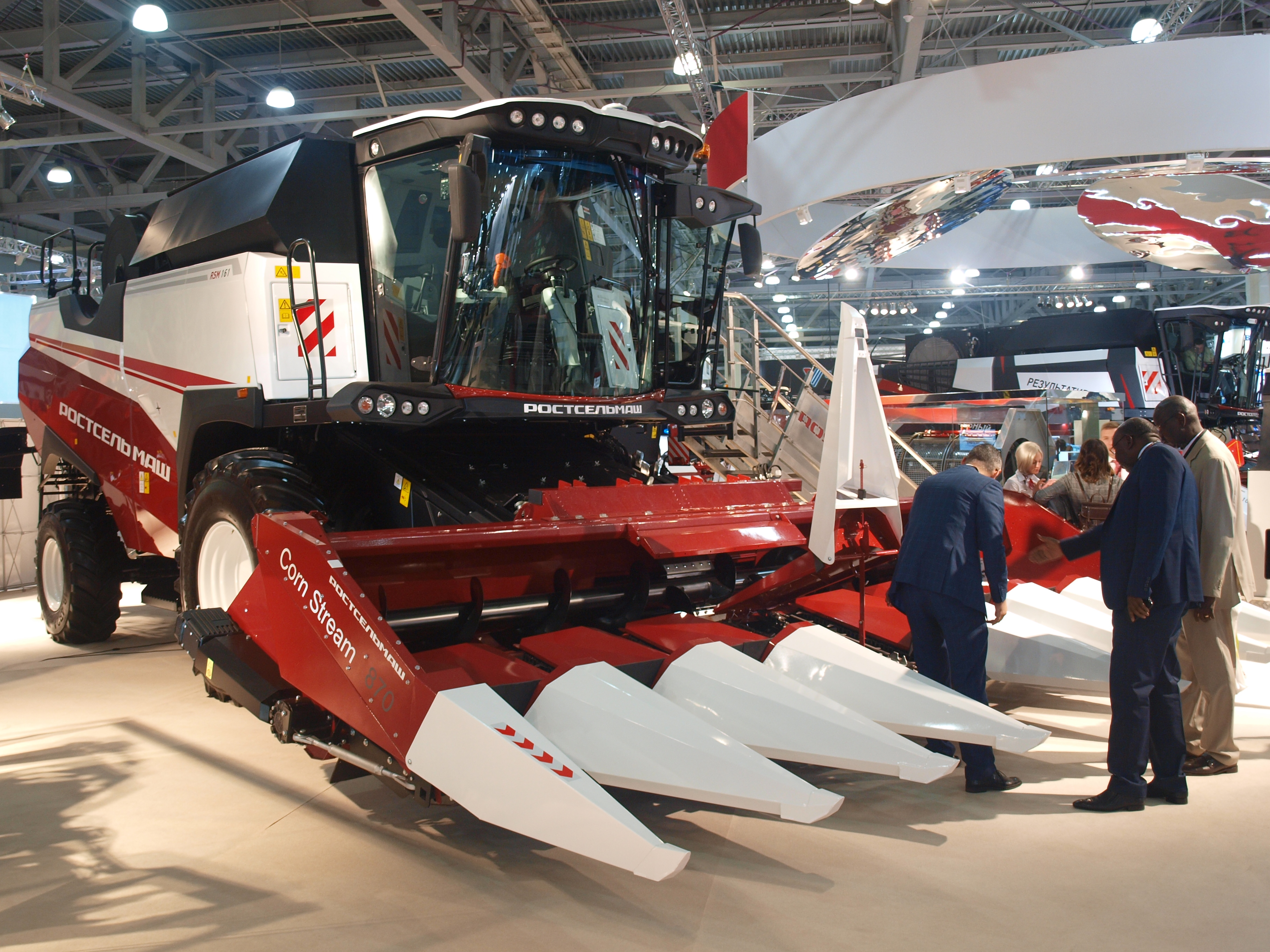
Комбайн RSM 161 на Агросалоне-2018

## История
RSM 161 создан в 2015 году группой компаний Ростсельмаш совместно с Минпромторгом России. Относится к классу тяжёлых комбайнов. 
Опытный образец RSM 161 был выпущен 15 июня 2015 года. При церемонии присутствовал министр промышленности и торговли Российской Федерации Д. В. Мантуров.
Полевые испытания комбайна проходили на полях с различной урожайностью и в регионах с различными климатическими условиями.
В 2015 году RSM 161 стал победителем Всероссийского конкурса «Лучшая сельскохозяйственная машина 2015 года» (номинация — «Лучшая новинка 2015 года»), инициированного департаментом научно-технологической политики и образования Минсельхоза России.
RSM 161 предназначается для работы на равнинной поверхности с уклоном до 8 градусов в основной зерносеющей зоне. Рассчитан для сбора зерновых (крупяных и колосовых), пропашных, бобовых и масличных культур. Производительность — до 36 тонн в час. За сезон может обработать до 2000 гектаров полей.
В конструкции машины воплощены 22 запатентованных новых изобретений.
На базе RSM 161 планируется создание не менее десяти модификаций: одно- и двухбарабанных, роторных и гибридных комбайнов различной производительности.

## Основные особенности молотильно-сепарирующего устройства
- Скоростные рабочие органы (барабан и битер-сепаратор) максимально разнесены друг от друга (уменьшено число мест жёсткого встречного удара).
- Барабан и битер-сепаратор имеют максимально возможные диаметры (обеспечивается максимально возможная суммарная площадь обмолота и сепарации)[3][4][5].